# Kirche von Bunge

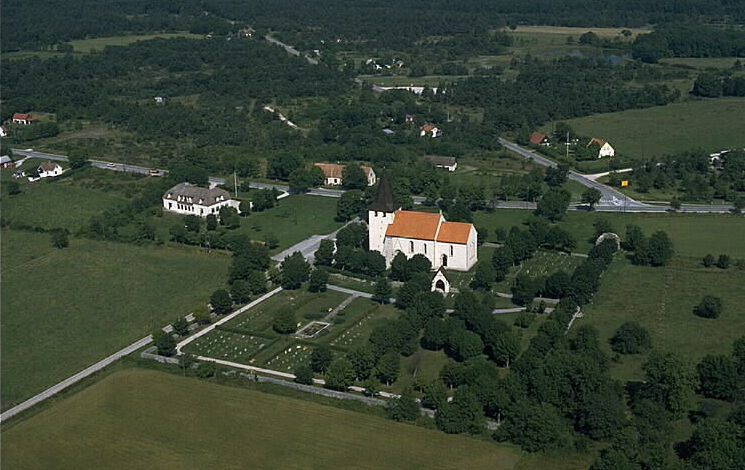
Kirche von Bunge

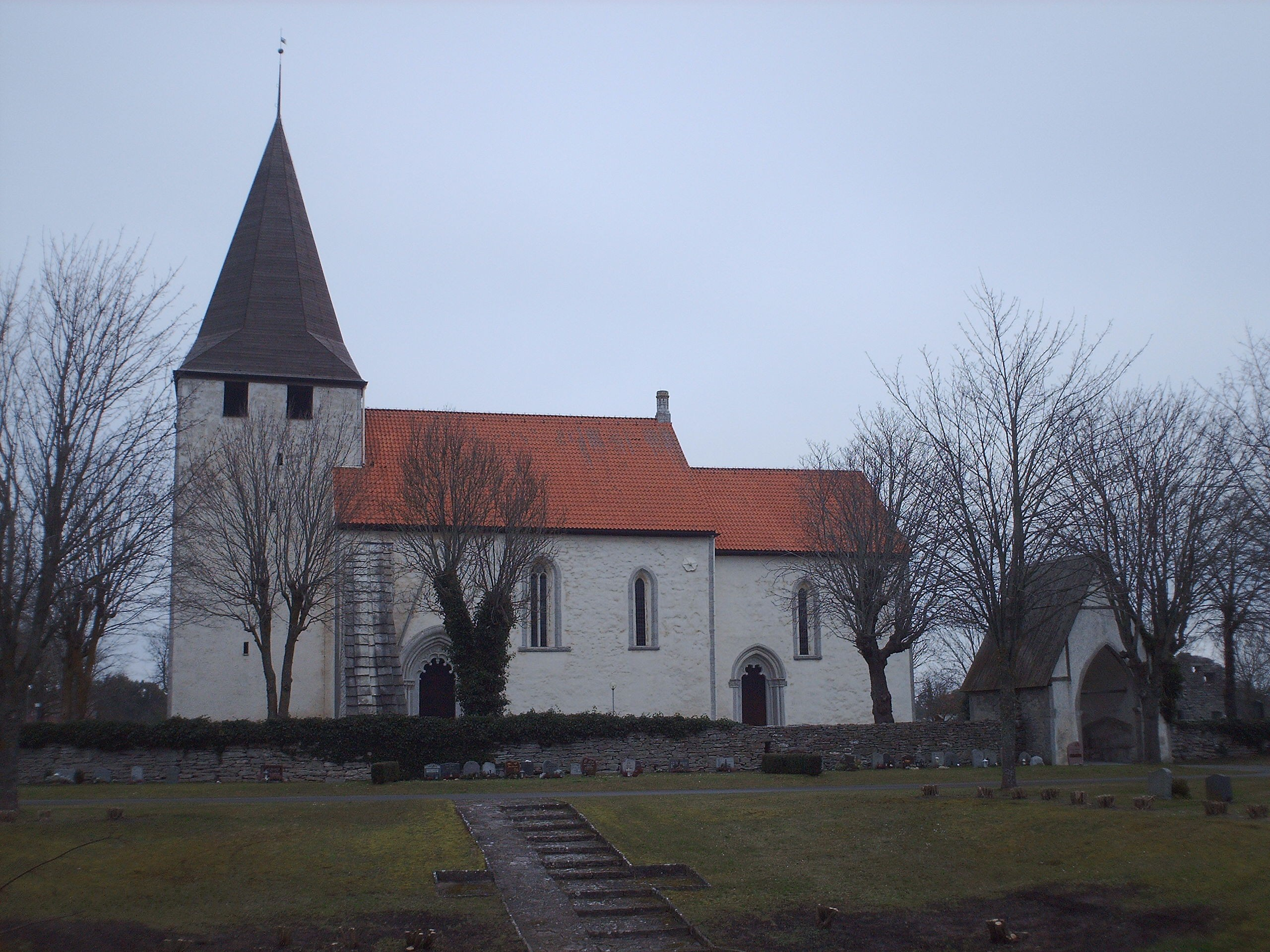
Kirche in Bunge von Süden

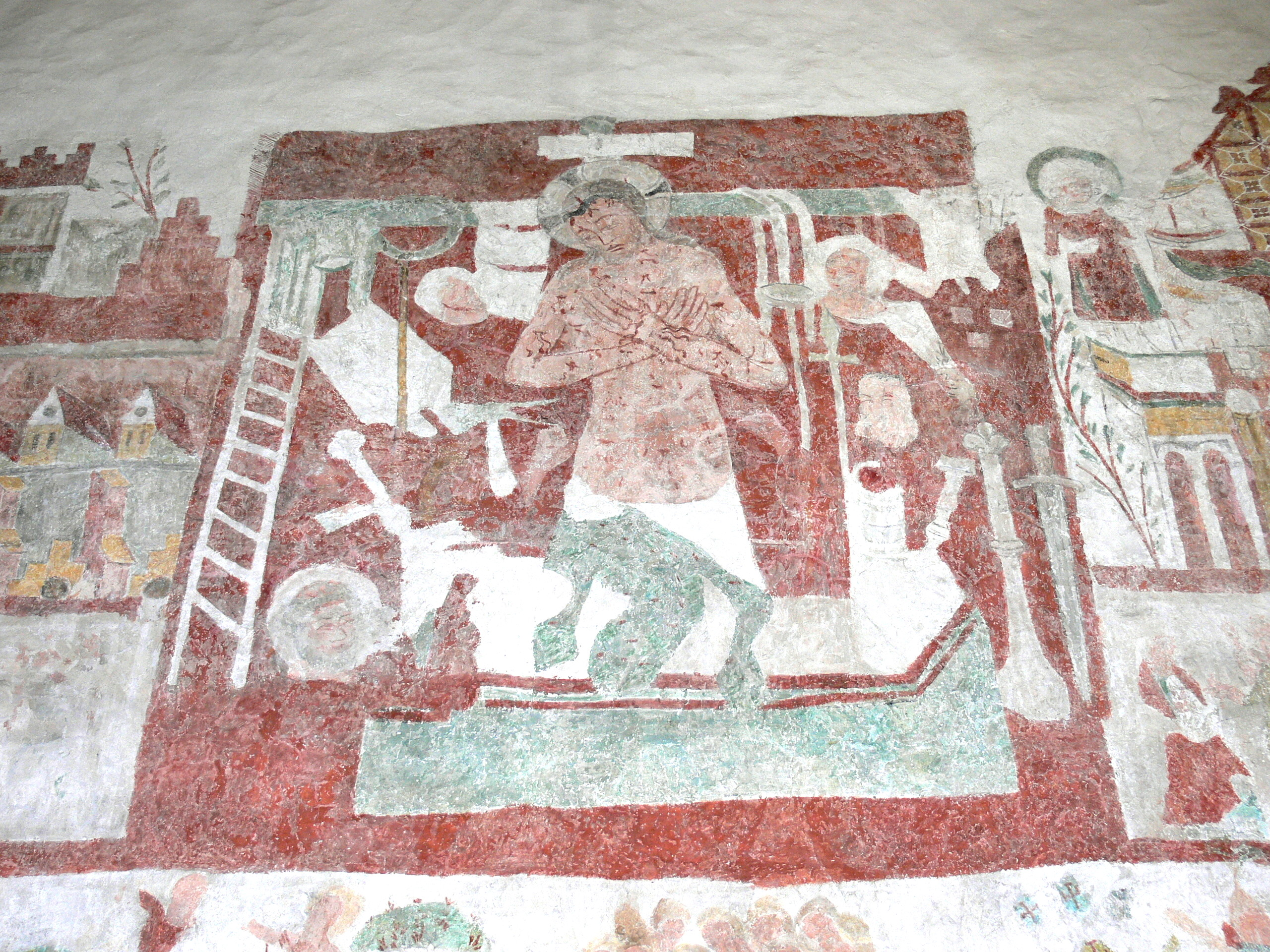
Wandmalerei

Die Kirche von Bunge (schwedisch Bunge kyrka) ist eine Landkirche auf Gotland. Sie befindet sich in der Kirchengemeinde (schwed. församling) Bunge am Nordende der Hauptinsel Gotland, 49 km nordöstlich von Visby und 2 km westlich von Fårösund. Sie gehört zum Bistum Visby.

## Kirchengebäude
Abgesehen von dem massiven, festungsartigen Turm ist die Kirche ein einheitliches, hochgotisches Bauwerk vom Beginn des 14. Jahrhunderts. Mit Lärbro ist sie die größte Kirche im nördlichen Gotland. Der stolze Aufbau ging jedoch verloren, als das Dach bei einer Restaurierung in der Mitte des 19. Jahrhunderts abgesenkt wurde. 
Das hohe und geräumige Langhaus wird durch schlanke Säulen, von denen die vordere an ihrer Basis Abbildungen von Christus, Maria, Johannes dem Täufer und einem Teufel trägt, in zwei Teile unterteilt. Eine ungewöhnlich skulptierte Darstellung der Messe befindet sich auf der rechten Gewölbekonsole der Südwand. 
Im Mittelalter war die Kirche eine Wehrkirche. Die hohe Kirchhofsmauer mit vier mittelalterlichen Pforten enthält noch Schießscharten. Zuletzt wurde die Kirche 1971 nach Plänen des Architekten Leif Olsson restauriert.

## Innenraum
In der Kirche gibt es Kalkmalereien von ungefähr 1400; an der nördlichen Wand ist ein Streit zwischen Rittern abgebildet. Gemäß der Überlieferung soll es einmal eine große Schlacht vor dem Gebäude gegeben haben; eine Interpretation der Malereien besagt, dass es diese Schlacht sei, die dargestellt ist, während andere meinen, dass dies das Martyrium der Thebaischen Legion während der Christenverfolgung unter Kaiser Decius sei.

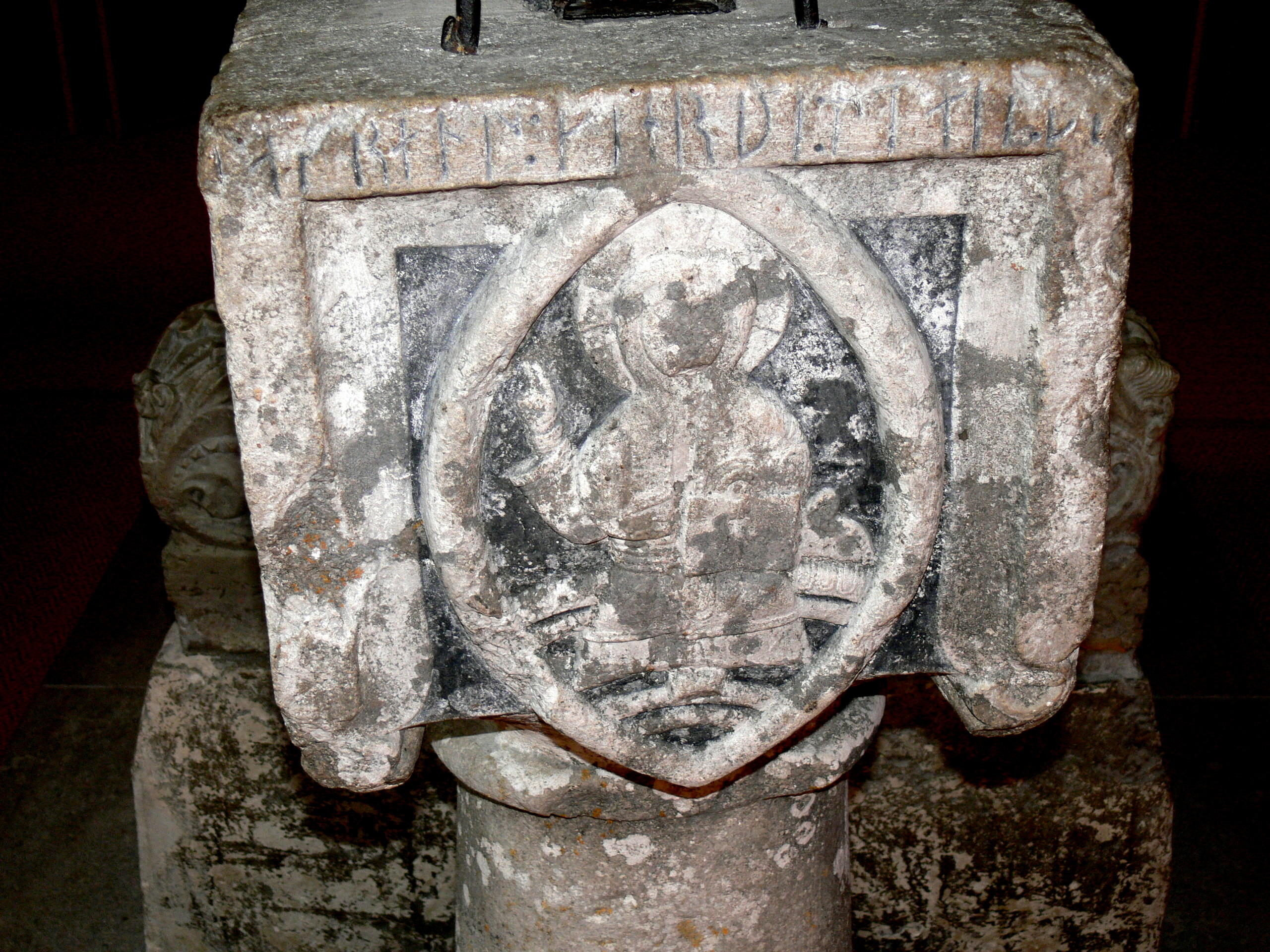
Armenbüchse in der Kirche von Bunge

Zu den Inventarstücken gehört eine mittelalterliche Armenbüchse aus Stein, die in Runenschrift die Signatur „Lafrans machte diesen Stein“ trägt. Sie diente wahrscheinlich einst als Piedestal für ein Kruzifix. Die Orgel wurde 1756 für die französische reformierte Kirche in Stockholm von dem damals fortschrittlichsten Orgelbauer Jonas Gren & Peter Strähle gebaut. Sie wurde 1870 von der Gemeinde Bunge gekauft und 1952 von Olof Ryden in Stockholm restauriert. Bei einer weiteren Restaurierung, die 1977 von Mads Kjersgaard aus Uppsala ausgeführt wurde, wurde das Originalaussehen wiederhergestellt.

## Umgebung
Neben der Kirche stehen die Ruinen des mittelalterlichen Pfarrhofs „Munkhuset“, der ein hohes und stattliches Gebäude mit reich verzierten Portalen und Fensteröffnungen war. Wahrscheinlich wurde er im 14. Jahrhundert im Zuge der Errichtung von Chor und Langhaus erbaut. Skulptierte Baudetails des Pfarrhofes werden im Freilichtmuseum Bunge aufbewahrt, das heute ein Teil des Geländes ist.

## Bilder

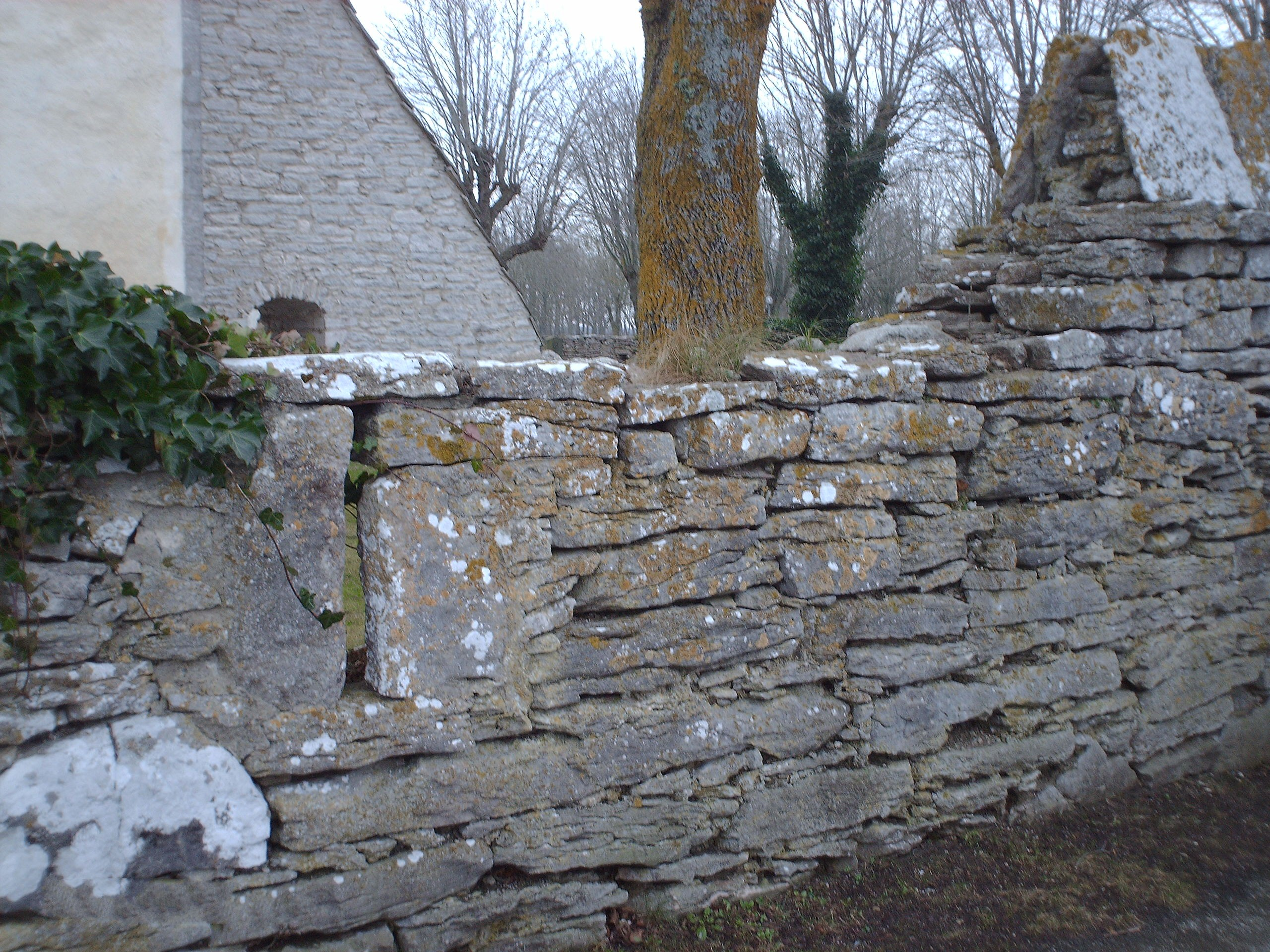
Kirchhofsmauer mit Schießscharten
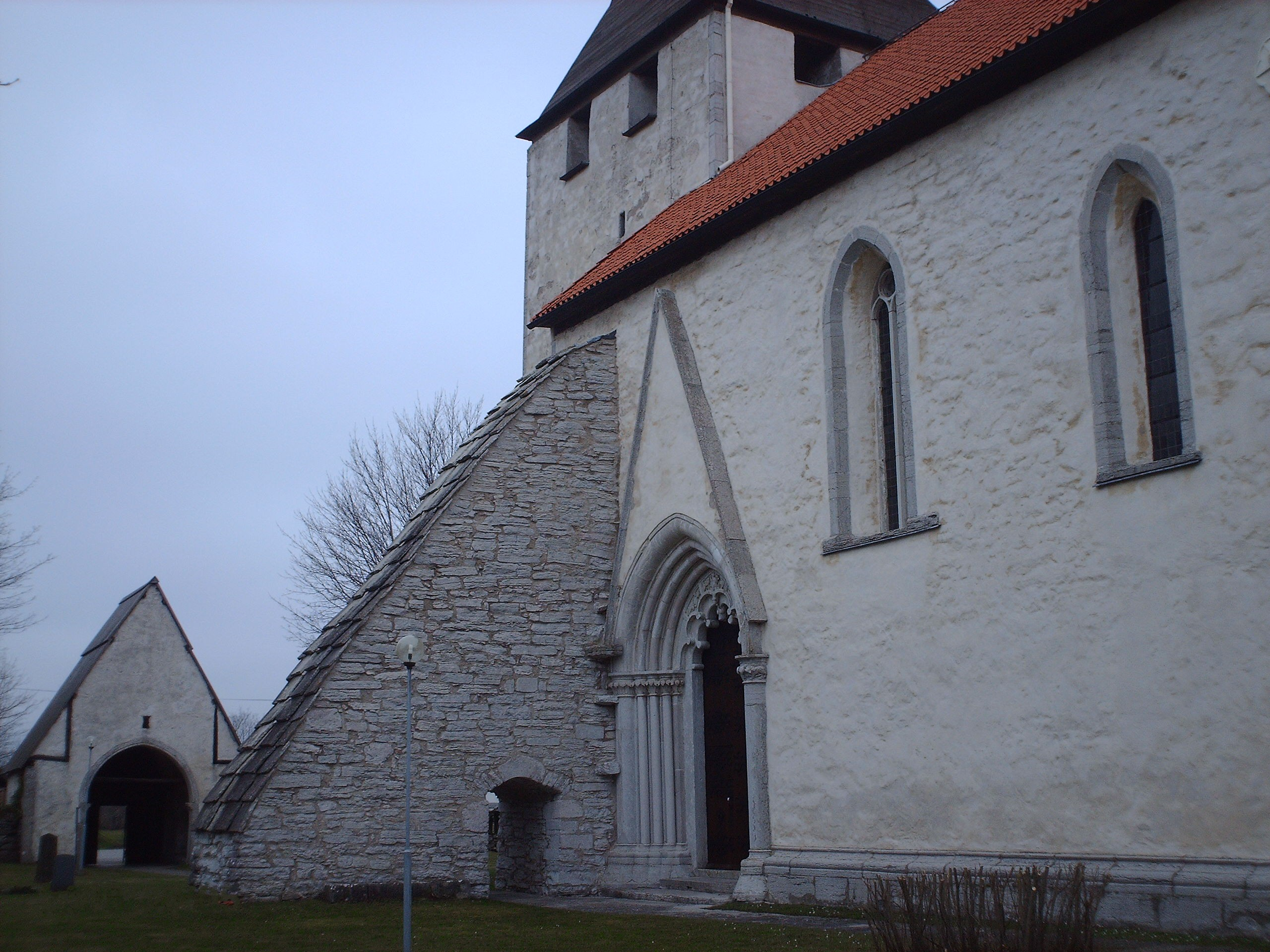
Strebewerk auf der Südseite